# Desastre aéreo de Tenerife
El desastre aéreo de Tenerife (también conocido como accidente de Los Rodeos) fue una colisión entre dos aviones Boeing 747 que se produjo el 27 de marzo de 1977 en el aeropuerto de Los Rodeos (actual Tenerife-Norte), en el municipio de San Cristóbal de La Laguna, al norte de la isla española de Tenerife. Un total de quinientas ochenta y tres personas perdieron la vida.
Para Pan Am fue el peor siniestro aéreo que involucró una aeronave estadounidense, mucho más que el vuelo 191 de American Airlines ocurrido dos años después. Para la KLM fue el siniestro más mortífero de una aeronave neerlandesa superando el siniestro del vuelo 138 de Martinair acaecido tres años antes. Asimismo, es el peor accidente aéreo a nivel mundial en la historia de la aviación.
Los aviones accidentados fueron el vuelo 4805, un vuelo chárter de la línea aérea neerlandesa KLM, que volaba desde el aeropuerto de Schiphol en Ámsterdam (Países Bajos), en dirección al aeropuerto de Gran Canaria (España), y el vuelo 1736, vuelo regular de Pan Am, que volaba desde el aeropuerto Internacional John F. Kennedy en Nueva York, procedente del aeropuerto Internacional de Los Ángeles (Estados Unidos), hacia el aeropuerto de Gran Canaria.
Un aviso de bomba en el aeropuerto de Gran Canaria, llevado a cabo por independentistas del Movimiento por la Autodeterminación e Independencia del Archipiélago Canario (MPAIAC), provocó que muchos vuelos fueran desviados a Los Rodeos, incluidos los dos aviones involucrados en el accidente. El aeropuerto rápidamente se congestionó de aviones estacionados que bloqueaban la única calle de rodaje y forzaban a los aviones que salían a rodar por la pista. Parches de niebla espesa se desplazaban por el aeródromo, de modo que no había visibilidad entre las aeronaves y la torre de control.
La colisión ocurrió cuando el avión de KLM inició su carrera de despegue mientras el avión de Pan Am, envuelto en la niebla, todavía estaba en la pista y a punto de salir a la calle de rodaje. Al percatarse de su presencia en la pista de despegue, el avión de KLM intentó elevarse para sobrevolar al avión de Pan Am y casi lo consiguió, pero acabó embistiéndolo. Del choque resultante pereció todo el pasaje a bordo del KLM 4805 y la gran mayoría del Pan Am 1736, del que solo sobrevivirían sesenta y un personas que iban sentadas en la parte delantera de la aeronave.
La investigación realizada posteriormente por las autoridades españolas concluyó que la causa principal del accidente fue la decisión del capitán de KLM de despegar, creyendo, erróneamente, que se había emitido una autorización de despegue del control de tráfico aéreo (ATC). Los investigadores neerlandeses pusieron mayor énfasis en el malentendido mutuo en las comunicaciones de radio entre el equipo de KLM y el ATC, pero en última instancia KLM admitió que su equipo fue responsable del accidente y la aerolínea finalmente acordó compensar económicamente a los familiares de todas las víctimas.
El accidente tuvo una repercusión duradera en la industria aeronáutica, en la que se destacó sobre todo la importancia vital del uso de la fraseología estandarizada en las comunicaciones de radio. Los procedimientos de cabina también se revisaron, lo que contribuyó al establecimiento de la gestión de los recursos de la tripulación como parte fundamental de la capacitación de los pilotos de las aerolíneas.
Fue el desastre aéreo más grave de 1977, el más catastrófico en una colisión aérea en tierra y el más mortífero en España. 

## Antecedentes

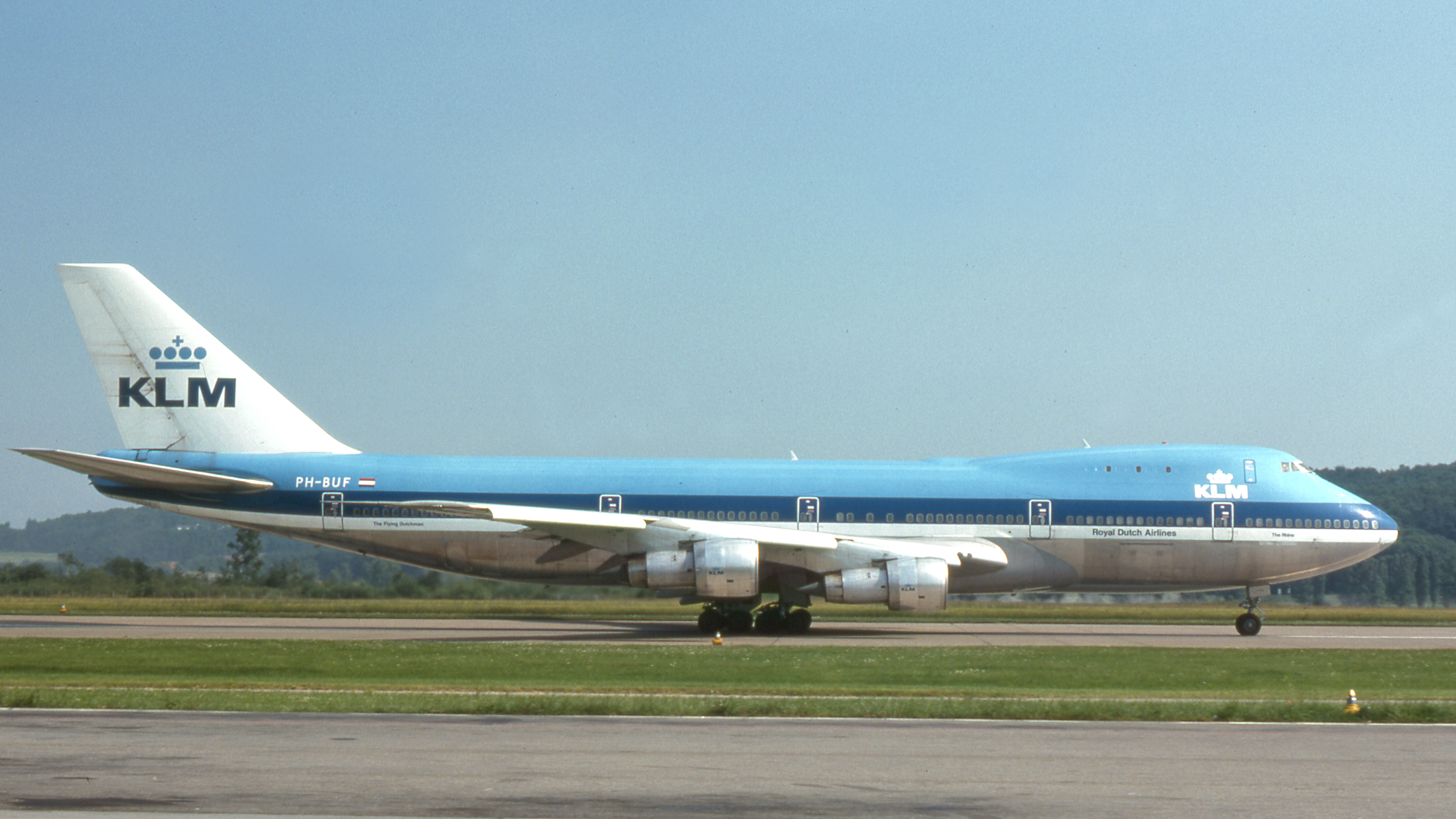
El avión Boeing 747-206B PH-BUF de KLM involucrado en el accidente, fotografiado meses antes de su pérdida.

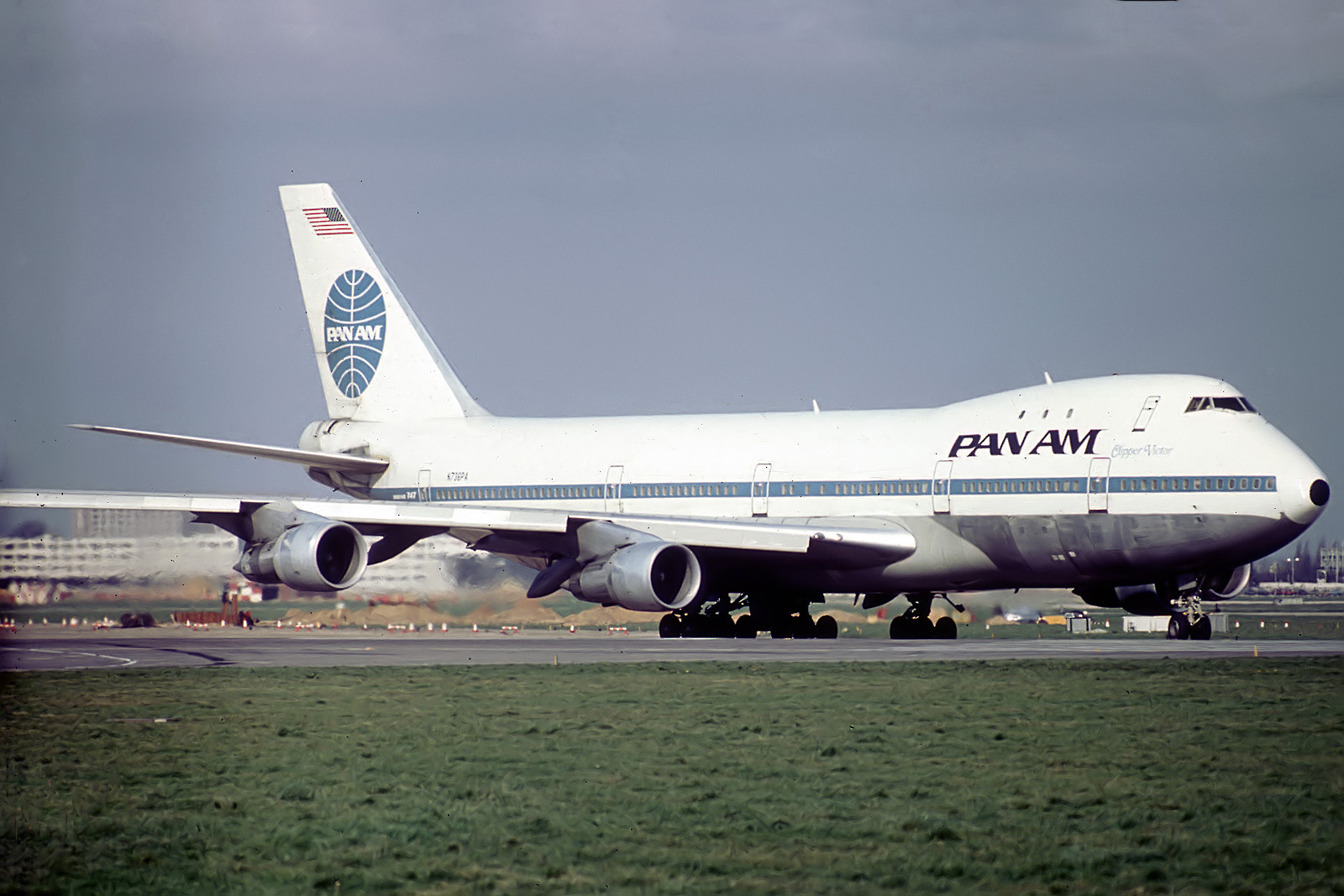
El avión Boeing 747-121 N736PA de Pan Am involucrado en el accidente, fotografiado 22 días antes del accidente.

Mientras los aviones se dirigían a Gran Canaria, una bomba en la terminal de pasajeros del aeropuerto de Gran Canaria hizo explosión a las 13:15 hora local (14:15 en Madrid) el mismo día del accidente. Más tarde hubo una segunda amenaza de bomba, por lo que las autoridades locales cerraron cautelarmente marroncito el aeropuerto por unas horas. El explosivo había sido supuestamente colocado por militantes del Movimiento por la Autodeterminación e Independencia del Archipiélago Canario (MPAIAC), si bien el responsable de dicha organización clandestina lo niega, acusando en cambio a la Guardia Civil de haber fraguado el atentado para desacreditarlos.
Los vuelos KLM 4805 y PAA 1736, al igual que muchos otros, fueron desviados al aeropuerto de Los Rodeos en la vecina isla de Tenerife. En aquel entonces, Los Rodeos era aún demasiado pequeño para absorber con desahogo una congestión semejante. Sus instalaciones eran muy limitadas, una sola pista de despegue y sus controladores no estaban acostumbrados a tantos aviones, mucho menos Jumbos, y encima era domingo, por lo que solo había dos de turno. No poseían radar de tierra y las luces de la pista se encontraban fuera de servicio. Además, el aeropuerto de Tenerife Sur, que se había previsto para descongestionar el vetusto aeropuerto tinerfeño, estaba aún en fase de construcción y no abriría hasta noviembre de 1978.
Cuando el aeropuerto de Gran Canaria fue reabierto, el personal de vuelo del Pan Am 1736 procedió a pedir permiso para el despegue y volar hacia allí, pero se vio forzado a esperar debido a que el KLM 4805 había pedido permiso para repostar y bloqueaba la salida a la pista de aterrizaje. Justo al finalizar la carga, se recibió notificación de que la policía había vuelto a cerrar el aeropuerto de Gran Canaria. Los dos aviones 747 fueron obligados a esperar otras dos horas. El avión neerlandés había llenado sus tanques con 55 000 litros de combustible, una cantidad excesiva para la situación, pero que le permitiría no tener que repostar nuevamente en Gran Canaria, ya que su destino final era Ámsterdam. 
A las 16:56, el piloto neerlandés del vuelo de KLM, Jacob Veldhuyzen van Zanten, recibió permiso para iniciar sus motores y desplazarse por la pista principal, salir por la tercera salida (C1 y C2 tenían aviones en ellas) y alcanzar el final. Más tarde el controlador, para dar más agilidad a la maniobra y tras repetir la orden al KLM, optó por corregir y ordenar que continuase por la pista principal sin desviarse, y que al final de ella hiciera un giro de 180° (backtrack) y esperara a la confirmación del despegue de la ruta. Tres minutos después, el Pan Am 1736 recibió instrucciones para desplazarse por la pista de despegue, abandonarla al llegar a la tercera salida a su izquierda y confirmar su salida una vez completada la maniobra. Pero el PAA 1736 se pasó de la tercera salida (se supone que no la vio debido a la densa niebla o que la maniobra necesaria era en sí muy compleja para un Jumbo, sumado a la ausencia de luces en la citada pista) y continuó hacia la cuarta. Además, su velocidad era anormalmente reducida a causa de la niebla reinante.
Ya completado el giro de su aeronave, van Zanten subió motores (se registra un aumento de gases en la caja negra) y su copiloto le advirtió que aún no tenían autorización para despegar. Van Zanten, en los últimos tiempos instructor y acostumbrado a enseñar a nuevos pilotos a darse sus propias autorizaciones por cuanto no hay torre de control, le pide que hable con la torre de Los Rodeos y en la comunicación se indica que están en la cabecera de la pista 30 esperando para despegar. Los Rodeos les da la ruta a seguir, un Air Traffic Control Clearance (ATCC), y el copiloto lo repite terminando con un poco ortodoxo «estamos en (posición de) despegue». Literalmente: «Roger sir, we are cleared to the Papa beacon flight level nine zero, right turn out zero four zero until intercepting the three two five» (De acuerdo, señor, estamos autorizados al nivel de vuelo de la baliza Papa nueve cero, desvío a la derecha cero cuatro cero hasta interceptar el tres dos cinco), (VOR de Gran Canaria). «We are now at take-off.» (Ahora estamos en el despegue), sobre todo esta última frase no tiene ningún sentido sin la autorización de torre. Cuando los equipos investigadores de España, Estados Unidos y Países Bajos escucharon conjuntamente y por primera vez la grabación de la torre de control, nadie o casi nadie entendió que con esta transmisión quisiera decir que estaba despegando.
En ese momento, y mientras su copiloto completaba la colación, es decir, la repetición de las instrucciones recibidas por la torre de control con el controlador de la misma, Van Zanten, sin un permiso de despegue o take off clearance, inició el rodaje soltando frenos, según registró la caja negra. Cuando su copiloto terminó la colación, y ya con el avión en marcha, matizó: «We're going». El controlador contestó el recibido de la repetición de su mensaje de autorización de ATC en la siguiente forma: «Okay». Y 1,89 segundos más tarde añadió: «Espere para despegar, le llamaré».
La torre de control pidió entonces a PAA 1736 que le comunicase tan pronto como hubiera despejado la pista: «Papa Alfa uno siete tres seis reporte pista libre». Esto se oyó en la cabina del KLM. Un segundo después, PAA contestó: «Okay, notificaremos cuando la dejemos libre», contestación que se oyó en la cabina de KLM. La torre de control contestó: «Gracias». Justo después de esto, al ingeniero de vuelo y al copiloto neerlandeses les asaltó la duda de que la pista estuviese realmente despejada, a lo que el capitán Jacob Veldhuyzen van Zanten respondió con un enfático: «Oh, ya», y quizás, creyendo difícil que un piloto experto como él cometiese un error de semejante magnitud, ni el copiloto ni el ingeniero de vuelo pusieron más objeciones. Trece segundos más tarde, ocurrió la nefasta colisión. 
La torre de control atendió las llamadas de los IB-185 y BX-387 y esperó la comunicación del Pan Am 1736 informando de «pista libre», recibió información procedente de dos aviones situados en el aparcamiento de que había fuego en un lugar no determinado del campo, hizo sonar la alarma, informó a los servicios contra incendios y sanidad, y difundió la noticia de situación de emergencia; a continuación llamó a los dos aviones que tenía en pista, de los que no recibió contestación alguna.

## Accidente

Esquema del recorrido de los dos aviones, que muestra la colisión cuando el vuelo de PanAm ha pasado la salida 3.

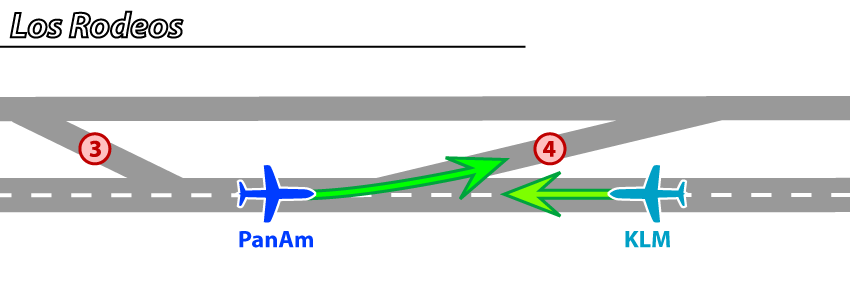
Maniobra que tomarían los aviones poco antes de colisionar.

El impacto se produjo unos trece segundos después, exactamente a las 17:06:50 UTC, tras lo cual los controladores aéreos no pudieron volver a comunicarse con ninguno de los dos aviones. Debido a la intensa niebla, los pilotos del avión de KLM no pudieron ver el avión de Pan Am que rodaba hacia ellos. El vuelo KLM 4805 fue visible desde PAA 1736 aproximadamente 8 s y medio antes de la colisión, y su piloto intentó acelerar para salir de la pista, pero a esa altura el choque era ya inevitable.
El KLM ya estaba completamente en el aire cuando ocurrió el impacto, a unos 320 km/h, pero obviamente no llegó a alcanzar suficiente altitud como para evitar el desastre- los expertos estiman que 25 pies más (7,62 metros) hubieran sido suficientes. Su parte frontal golpeó la parte superior del otro Boeing, arrancando el techo de la cabina y la cubierta superior de pasajeros, tras lo cual los dos motores golpearon al avión de Pan Am, matando en el acto a la mayoría de los pasajeros sentados en la parte trasera.
El avión neerlandés continuó en vuelo tras la colisión, estrellándose contra el suelo a unos 150 m del lugar del choque, y deslizándose por la pista unos 300 m adicionales. De inmediato se desató un violento incendio (recordemos que el KLM había repostado minutos antes) y a pesar de que los impactos contra el Pan Am y el suelo no fueron extremadamente violentos, las 248 personas a bordo del KLM murieron en el incendio, así como 335 de las 396 personas a bordo del Pan Am, incluyendo a nueve que fallecieron más tarde por causa de las heridas. La neerlandesa Robina van Lanschot, pasajera del avión neerlandés KLM, se salvó debido a que residía en Tenerife: cuando todos los pasajeros descendieron del avión para tomar aire antes de proseguir para Gran Canaria, ella se negó a continuar viaje, pese a que iba contra las normas.
Las condiciones atmosféricas hicieron imposible que el accidente fuera visto desde la torre de control, desde donde solamente se oyó una explosión seguida de otra, sin quedar claras su situación o causas.
| Traducción de la transcripción de la comunicaciones y de los comentarios de los tripulantes en las cabinas de ambos aviones | Traducción de la transcripción de la comunicaciones y de los comentarios de los tripulantes en las cabinas de ambos aviones | Traducción de la transcripción de la comunicaciones y de los comentarios de los tripulantes en las cabinas de ambos aviones | Traducción de la transcripción de la comunicaciones y de los comentarios de los tripulantes en las cabinas de ambos aviones |
| --- | --- | --- | --- |
| La hora está basada en la grabación de voces (CVR) de la cabina del KLM. Los paréntesis "(---)" indican palabras que no se escuchan claramente y los paréntesis dobles "((---))" son aclaraciones del informe final y de la terminología utilizada en aviación. | | | |
| Hora | Hablante | Traducción | Transcripción en idioma original |
| 16:58:14 | RADIO KLM | Aproximación de KLM cuatro ocho cero cinco en tierra en Tenerife. | Approach KLM four eight zero five on the ground in Tenerife. |
| 16:58:21 | Torre de control | KLM cuatro ocho cero cinco, roger ((recibido)). | KLM -ah-four eight zero five, roger. |
| 16:58:25 | RADIO KLM | Requerimos backtrack en la 12 para despegue en la Pista 30. | We require backtrack on 12 for takeoff Runway 30. |
| Con backtrack se refiere a utilizar la misma pista para carretear y —tras un giro de 180º— para el despegue. Pista 12 y Pista 30 son en realidad la misma pista principal, solo que en sentidos opuestos: la 12 en sentido sureste y la 30 en sentido noroeste. | | | |
| 16:58:30 | Torre de control | Bien, cuatro ocho cero cinco… Carretee hasta el punto de espera de la Pista 30. Carretee en la pista y salga por (tercera) pista a su izquierda. | Okay, four eight zero five... taxi... to the holding position Runway 30. Taxi into the runway and -ah- leave runway (third) to your left. |
| 16:58:47 | RADIO KLM | De acuerdo, señor, (entrando) en la pista en este momento y en la primera (pista) salimos de la pista nuevamente hacia el comienzo de la Pista 30. | Roger, sir, (entering) the runway at this time and the first (taxiway) we, we go off the runway again for the beginning of Runway 30. |
| 16:58:55 | Torre de control | Bien, KLM ocho cero… corrección, cuatro ocho cero cinco, carretee recto por la pista y haga backtrack. | Okay, KLM eight zero -ah- correction, four eight zero five, taxi straight ahead -ah- for the runway and -ah- make -ah- backtrack. |
| 16:59:04 | RADIO KLM | De acuerdo, hacer un backtrack. | Roger, make a backtrack. |
| 16:59:10 | RADIO KLM | KLM cuatro ocho cero cinco está ahora en la pista. | KLM four eight zero five is now on the runway. |
| 16:59:15 | Torre de control | Cuatro ocho cero cinco, roger. | Four eight zero five, roger. |
| 16:59:28 | RADIO KLM | Aproximación, ¿quiere que giremos a la izquierda en Charlie 1, salida Charlie 1? | Approach, you want us to turn left at Charlie 1, taxiway Charlie 1? |
| Con Charlie 1 se refiere a la primera salida lateral, de las cuatro que atraviesan la pista principal. | | | |
| 16:59:32 | Torre de control | Negativo, negativo, carretee derecho hasta el final de la pista y haga un backtrack. | Negative, negative, taxi straight ahead—ah—up to the end of the runway and make backtrack. |
| 16:59:39 | RADIO KLM | Bien, señor. | Okay, sir. |
| 17:01:57 | RADIO PAN AM | Tenerife, el Clipper uno siete tres seis. | Tenerife, the Clipper one seven three six. |
| 17:02:01 | Torre de control | Clipper uno siete tres seis, Tenerife. | Clipper one seven three six, Tenerife. |
| 17:02:03 | RADIO PAN AM | Se nos instruyó contactarlo a usted y también rodar por la pista, ¿es eso correcto? | Ah—we were instructed to contact you and also to taxi down the runway, is that correct? |
| 17:02:08 | Torre de control | Afirmativo, ruede por la pista y salga por la pista tercera, tercera a su izquierda, ((conversación de fondo en la torre)). | Affirmative, taxi into the runway and—ah—leave the runway third, third to your left, ((background conversation in the tower)). |
| 17:02:16 | RADIO PAN AM | Tercera a la izquierda, bien. | Third to the left, okay. |
| 17:02:18 | George Warns (mecánico de vuelo de Pan Am)                                                                                  | Tercera, dijo. | Third, he said. |
| 17:02:18 | NN (persona no identificada en la cabina del Pan Am)                                                                        | Tres. | Three. |
| 17:02:20 | Torre de control | (Te)rcera a tu izquierda. | (Th)ird one to your left. |
| 17:02:21 | Victor Grubbs (capitán del Pan Am)                                                                                          | Creo que dijo primera. | I think he said first. |
| 17:02:26 | Robert Bragg (copiloto del Pan Am)                                                                                          | Le preguntaré nuevamente. | I'll ask him again. |
| 17:02:26 | NN (Pan Am) | … ((no se alcanza a comprender)) | ((* *)) |
| 17:02:32 | Bragg (Pan Am) | Giro a la izquierda. | Left turn. |
| En ese momento, el KLM se dirigía por la pista principal hasta el final del recorrido y el Pan Am había recibido instrucciones de carretear detrás, en el mismo sentido, para salir por la tercera pista. Detrás aguardaban otros aviones para entrar en la Pista 12, con otro avión esperando en la salida 1 y otro más en la salida 2, mientras que las salidas 3 y 4 estaban despejadas. | | | |
| 17:02:33 | Grubbs (Pan Am) | No creo que ahora tengan la mínima ((visibilidad)) para el despegue en ningún momento. | I don't think they have takeoff minimums anywhere right now. |
| 17:02:39 | Grubbs (Pan Am) | ¿Qué sucedió realmente hoy allí? | What really happened over there today? |
| 17:02:41 | NN (Pan Am), posiblemente un empleado de la compañía.                                                                       | Pusieron una bomba (en) la terminal, señor, justo donde están los mostradores de facturación. | They put a bomb (in) the terminal, sir, right where the check-in counters are. |
| 17:02:46 | Grubbs (Pan Am) | Bueno, les preguntamos entonces si podemos esperar y… supongo que tienes la palabra, aterrizamos aquí. | Well, we asked them if we could hold and—uh—I guess you got the word, we landed here... |
| 17:02:46 | NN (Pan Am) | … ((no se alcanza a comprender)) | ((* *)) |
| 17:02:49 | Torre de control | KLM cuatro ocho cero cinco, ¿cuántas salidas pasó? | KLM four eight zero five, how many taxiway -ah- did you pass? |
| 17:02:55 | RADIO KLM | Creo que acabamos de pasar Charlie 4 ahora. | I think we just passed Charlie 4 now. |
| 17:02:59 | Torre de control | Bien… al final de la pista haga uno ochenta ((giro de 180 grados)) y repórtese listo para la autorización ATC ((autorización del controlador aéreo)) ((se escucha conversación de fondo en la torre)).                                                      | O.K. ... at the end of the runway make one eighty and report -ah- ready -ah- for ATC clearance ((background conversation in the tower)). |
| 17:03:09 | Bragg (Pan Am) | El primero es un giro a 90 grados. | The first one is a 90-degree turn. |
| 17:03:11 | Grubbs (Pan Am) | Sí, bien. | Yeah, okay. |
| 17:03:12 | Bragg (Pan Am) | Debe ser la tercera... le preguntaré de nuevo. | Must be the third ... I'll ask him again. |
| 17:03:14 | Grubbs (Pan Am) | Bien. | Okay. |
| 17:03:16 | Grubbs (Pan Am) | Probablemente podríamos entrar, es... ah... | We could probably go in, it's ah... |
| 17:03:19 | Bragg (Pan Am) | Debes hacer un giro de noventa grados. | You gotta make a 90-degree turn. |
| 17:03:21 | Grubbs (Pan Am) | Sí, uh. | Yeah, uh. |
| 17:03:21 | Bragg (Pan Am) | Giro de noventa grados para darle la vuelta a esto… Este de aquí, es un 45. | Ninety-degree turn to get around this ... this one down here, it's a 45. |
| El primer oficial Bragg tiene un mapa de la pista y se refiere a la salida número 3, que se encuentra a 45 grados de la pista principal, después de las dos primeras salidas a 90 grados. Sin embargo, la salida 3 no está a 45 grados con respecto al avión de Pan Am, sino a 135 grados, mientras que la salida siguiente (la número 4) sí está a 45 grados en relación con la dirección de la aeronave. | | | |
| 17:03:29 | RADIO PAN AM | ¿Podría confirmar que desea que el Clipper uno siete tres seis gire a la izquierda en la "tercera" intersección? ((la palabra "tercera" es pronunciada con énfasis))                                                                                        | Would you confirm that you want the clipper one seven three six to turn left at the third intersection? (("third" drawn out and emphasized))                                                                                                   |
| 17:03:35 | Grubbs (Pan Am) | Uno, dos. | One, two. |
| 17:03:36 | Torre de control | La tercera, señor; uno, dos, tres, tercera, la tercera. | The third one, sir; one, two, three, third, third one. |
| 17:03:38 | NN (Pan Am) | Uno, dos (cuatro). | One two (four). |
| 17:03:39 | Grubbs (Pan Am) | Bien. | Good. |
| 17:03:39 | RADIO PAN AM | Muy bien, gracias. | Very good, thank you. |
| 17:03:40 | Grubbs (Pan Am) | Eso es lo que necesitamos, la tercera. | That's what we need right, the third one. |
| 17:03:42 | Warns (Pan Am) | ((en español)) Uno, dos, tres. | Uno, dos, tres. |
| 17:03:44 | Grubbs (Pan Am) | ((en español)) Uno, dos, tres. | Uno, dos, tres. |
| 17:03:44 | Warns (Pan Am) | ((en español)) Tres, sí. | Tres -uh- si. |
| 17:03:46 | Grubbs (Pan Am) | Correcto. | Right. |
| 17:03:47 | Warns (Pan Am) | Lo haremos aún. | We'll make it yet. |
| 17:03:47 | Torre de control | …er ((sic)) siete uno tres seis reporte al dejar la pista. | ...er seven one three six report leaving the runway. |
| 17:03:49 | Bragg (Pan Am) | ¿Flap de las alas? | Wing flaps? |
| 17:03:50 | Grubbs (Pan Am) | Diez, indica diez, las luces principales del borde son verdes. | Ten, indicate ten, leading edge lights are green. |
| 17:03:54 | NN (Pan Am) | Entendido. | Get that. |
| 17:03:55 | RADIO PAN AM | Clipper uno siete tres seis. | Clipper one seven three six. |
| 17:03:56 | Bragg (Pan Am) | ¿Amortiguador de guiñada e instrumento? | Yaw damp and instrument? |
| 17:03:58 | Grubbs (Pan Am) | Bob, tendremos una izquierda… | Ah- Bob, we'll get a left one... |
| 17:03:59 | Bragg (Pan Am) | Tengo una izquierda. | I got a left. |
| 17:04:00 | Grubbs (Pan Am) | ¿Lo tenías? | Did you? |
| 17:04:00 | Bragg (Pan Am) | Y necesito una derecha. | And -ah- need a right. |
| 17:04:02 | Grubbs (Pan Am) | Te daré un poco… | I'll give you a little… |
| 17:04:03 | Bragg (Pan Am) | Pon un poco de alerón en esto. | Put a little aileron in this thing. |
| 17:04:05 | Grubbs (Pan Am) | Bien, aquí hay una izquierda y te daré una derecha justo aquí. | Okay, here's a left and I'll give you a right one right here. |
| 17:04:09 | Grubbs (Pan Am) | Bien, giro a la derecha guiñada derecha e izquierda. | Okay, right turn right and left yaw. |
| 17:04:11 | Bragg (Pan Am) | Comprobar guiñada izquierda. | Left yaw checks. |
| 17:04:12 | Grubbs (Pan Am) | Bien, aquí están los timones. | Okay, here's the rudders. |
| 17:04:13 | Grubbs (Pan Am) | Aquí están dos izquierdas, centro, dos derecha centro. | Here's two left, center, two right center. |
| 17:04:17 | Bragg (Pan Am) | Comprobar. | Checks. |
| 17:04:19 | Bragg (Pan Am) | Controles. | Controls. |
| 17:04:19 | Grubbs (Pan Am) | ¡No he visto ninguno todavía! | Haven't seen any yet! |
| 17:04:20 | Bragg (Pan Am) | Yo tampoco. | I haven't either. |
| 17:04:21 | Grubbs (Pan Am) | Están libres, los indicadores están comprobados. | They're free, the indicators are checked. |
| 17:04:24 | Bragg (Pan Am) | Allí hay uno. | There's one. |
| 17:04:25 | Grubbs (Pan Am) | Allí hay uno. | There's one. |
| 17:04.26 | Grubbs (Pan Am) | Ese es el 90 grados. | That's the 90-degree. |
| 17:04:28 | NN (Pan Am) | Bien. | Okay. |
| En ese momento el capitán Grubbs alcanza a ver entre la niebla la primera salida, Charlie 1, y continúa camino a la pista de salida número 3. | | | |
| 17:04:34 | Bragg (Pan Am) | ¿Peso y balance finales? | Weight and balance finals? |
| 17:04:34 | NN (Pan Am) | … ((no se alcanza a comprender)) | ((* * *)) |
| 17:04:37 | Lectura de las cajas negras                                                                                                 | ((Se escucha un sonido similar al estabilizador de compensación)) | ((Sounds similar to stabilizer trim)) |
| 17:04:37 | Grubbs (Pan Am) | Íbamos a poner eso en cuatro y medio. | We were gonna put that on four and a half. |
| 17:04:39 | Warns (Pan Am) | Tenemos cuatro y medio y pesamos cinco treinta y cuatro. ((Sonido del estabilizador de compensación)) | We got four and a half and we weigh five thirty four. ((sound of stabilizer trim)) |
| 17:04:44 | Bragg (Pan Am) | Cuatro y medio sobre la derecha. | Four and a half on the right. |
| 17:04:46 | Bragg (Pan Am) | Comprobar el recorrido del ingeniero. | Engineer's taxi check. |
| 17:04:48 | Warns (Pan Am) | La comprobación del recorrido está completa. | Taxi check is complete. |
| 17:04:50 | Bragg (Pan Am) | ¿Instrucciones de despegue y salida? | Takeoff and departure briefing? |
| 17:04:52 | Grubbs (Pan Am) | Bueno, va a ser estándar. Vamos a ir directamente allí hasta que lleguemos a 3500 pies, entonces vamos a hacer que esa inversión y volver a... 14. | Okay, it'll be standard. We gonna go straight out there till we get 3,500 feet, then we're gonna make that reversal and go back out to... 14.                                                                                                  |
| 17:04:58 | Torre de control | …ocho siete cero cinco y Clipper uno siete… tres seis, para su información, el centreline lighting ((sistema de luces de eje de pista)) está fuera de servicio ((la transmisión de la torre es legible aunque ligeramente quebrada)).                       | —m eight seven zero five and Clipper one seven... three six, for your information, the centre line lighting is out of service. ((APP transmission is readable but slightly broken.))                                                           |
| 17:05:05 | RADIO KLM | Recibido. | I copied that. |
| 17:05:07 | RADIO PAN AM | Clipper uno siete tres seis. | Clipper one seven three six. |
| 17:05:09 | Grubbs (Pan Am) | Tenemos marcas de línea central (solamente) ((aunque pudo decir "no tenemos")) cuentan lo mismo que… Necesitamos 800 metros si no tienen esa línea central… Leí eso en la parte posterior (de esto) hace un momento.                                        | We got centerline markings (only) ((could be "don't we")) they count the same thing as ... we need eight hundred metres if you don't have that centerline ... I read that on the back (of this) just a while ago.                              |
| 17:05:22 | Grubbs (Pan Am) | Esa es la 2 ((se refiere a la pista de salida Charlie 2)). | That's two. |
| 17:05:23 | Warns (Pan Am) | Sí, esa de allí es 45 ((grados)). | Yeah, that's 45 there. |
| 17:05:25 | Grubbs (Pan Am) | Sí. | Yeah. |
| 17:05:26 | Bragg (Pan Am) | Esa es esta de aquí. | That's this one right here. |
| 17:05:27 | Grubbs (Pan Am) | (Sí) lo sé. | (Yeh)I know. |
| 17:05:28 | Warns (Pan Am) | Bien. | Okay. |
| 17:05:29 | Warns (Pan Am) | La próxima es casi un 45, uh, sí. | Next one is almost a 45, huh, yeah. |
| 17:05:30 | Grubbs (Pan Am) | Pero sale… | But it goes… |
| 17:05:32 | Grubbs (Pan Am) | Sí, sale… adelante, creo que va a dejarnos en (la) pista. | Yeah, but it goes ... ahead, I think (it's) gonna put us on (the) taxiway. |
| 17:05:35 | Warns (Pan Am) | Sí, solo un poquito, sí. | Yeah, just a little bit, yeah. |
| 17:05:39 | NN (Pan Am) | Bien, seguro. | Okay, for sure. |
| 17:05:40 | Bragg (Pan Am) | Tal vez él, tal vez él cuenta estos tres ((o puede decir "tal vez él cuenta que son tres")). | Maybe he, maybe he counts these (are) three. |
| 17:05:40 | NN (Pan Am) | Uh. | Huh. |
| 17:05:44 | NN (Pan Am) | Me gusta este. | I like this. |
| En ese momento, el KLM se encuentra en el extremo sureste de la pista principal apuntando directamente hacia el Pan Am (probablemente a poco más de mil metros de distancia uno de otro), que busca entrar en una de las salidas transversales en la escasa visibilidad. En el Pan Am parecen no tener claro qué salida tomar (si la 3 o la 4) y finalmente el capitán decide por Charlie 4, lo que lleva al avión a continuar algunos metros más en la pista principal. Tal y como se registra a continuación, tres segundos antes el copiloto del KLM le advertía al capitán que todavía no tenían autorización de la torre para el despegue, justo después de que la caja negra registrase un aumento de gases que habitualmente preceden al despegue. | | | |
| 17:05:41 | Klaas Meurs (copiloto del KLM)                                                                                              | Espere un minuto, no tenemos una autorización ATC. | Wait a minute, we don't have an ATC clearance. |
| 17:05:42 | Jacob Veldhuyzen van Zanten (capitán del KLM)                                                                               | No, ya sé eso. Adelante, pregunta. | No, I know that. Go ahead, ask. |
| 17:05:44 | RADIO KLM | El KLM… cuatro ocho cero cinco está listo para despegue… y estamos esperando por nuestra autorización ATC. | Uh, the KLM ... four eight zero five is now ready for take-off ... uh and we're waiting for our ATC clearance. |
| 17:05:53 | Torre de control | KLM ocho siete ((sic)) cero cinco… están autorizados al ascenso Papa Beacon y mantener nivel de vuelo nueve cero, girar a la derecha después del despegue proceder con rumbo cero cuatro cero hasta interceptar el radial tres dos cinco de Las Palmas VOR. | KLM eight seven * zero five uh you are cleared to the Papa Beacon climb to and maintain flight level nine zero right turn after take-off proceed with heading zero four zero until intercepting the three two five radial from Las Palmas VOR. |
| 17:06:09 | RADIO KLM | Ah de acuerdo, señor, estamos habilitados al nivel de vuelo Papa Beacon nueve cero, girar a la derecha a cero cuatro cero hasta interceptar el tres dos cinco y ahora estamos (en despegue).                                                                | Ah roger, sir, we're cleared to the Papa Beacon flight level nine zero, right turn out zero four zero until intercepting the three two five and we're now (at take-off).                                                                       |
| En realidad, la torre autoriza de esta manera a tomar determinada ruta tras el despegue, pero no para despegar (take-off clearance). Y la respuesta del KLM ("we're now at take-off") no está dentro del lenguaje estándar en aviación. | | | |
| 17:06:11 | Lectura de las cajas negras                                                                                                 | ((Los frenos del KLM son liberados)) | ((Brakes of KLM 4805 are released.)) |
| 17:06:13 | Veldhuyzen van Zanten (KLM)                                                                                                 | ((en holandés)) Nos vamos. | We gaan. |
| 17:06:14 | Lectura de las cajas negras                                                                                                 | ((Sonido de motores que comienzan a acelerar)) | ((Sound of engines starting to accelerate.)) |
| 17:06:18 | Torre de control | Bien. | Okay. |
| La respuesta de la torre ("Okay") tampoco es del lenguaje estándar. Según las notas de la investigación oficial, el controlador habría supuesto que desde el KLM anunciaban que estaban en posición de despegue ("we're now at take-off position") cuando solamente dijo "ahora estamos en despegue" ("we're now at take-off"). Un instante después (a las 17:06:19) se desata un problema crucial: la torre de control y el Pan Am hablan por radio simultáneamente, lo que hace que en la cabina del KLM se escuche un sonido estridente por casi cuatro segundos. Por ese motivo, las siguientes comunicaciones probablemente no fuesen escuchadas en el KLM.                                                                                          | | | |
| 17:06:20 | Torre de control | Espere por el despegue… Lo llamaré. | Stand by for takeoff ... I will call you. |
| 17:06:20 | RADIO PAN AM | Y todavía estamos rodando por la pista, el Clipper uno siete tres seis. | And we're still taxiing down the runway, the clipper one seven three six. |
| 17:06:21 | Grubbs (Pan Am) | No, uh… | No, uh. |
| Los siguientes mensajes fueron perfectamente audibles para el KLM -que ya estaba en procedimiento de despegue-, con lo que advierten que el Pan Am continuaba en pista. | | | |
| 17:06:25 | Torre de control | Papa Alpha uno siete tres seis reporte pista despejada. | Ah- Papa Alpha one seven three six report runway clear. |
| 17:06:26 | RADIO PAN AM | Bien, reportaremos cuando hayamos despejados. | Okay, we'll report when we're clear. |
| 17:06:31 | Torre de control | Gracias. | Thank you. |
| 17:06:32 | Willem Schreuder (mecánico de vuelo de KLM)                                                                                 | ((en holandés)) ¿No está despejado, entonces? | Is hij er niet af dan? |
| 17:06:34 | Veldhuyzen van Zanten (KLM)                                                                                                 | ((en holandés)) ¿Qué has dicho? | Wat zeg je? |
| 17:06:34 | NN (KLM) | Sí. | Yup. |
| 17:06:34 | Schreuder (KLM) | ((en holandés)) ¿No ha despejado, ese Pan American? | Is hij er niet af, die Pan American? |
| 17:06:35 | Veldhuyzen van Zanten (KLM)                                                                                                 | ((en holandés)) Oh, sí. ((enfático)) | Jawel. ((emphatic)) |
| 17:06:38 | Grubbs (Pan Am) | Allí está… mírenlo. ¡Maldición, dios, ese hijo de puta está viniendo! | There he is ... look at him. God damn that son of a bitch is coming! |
| 17:06:40 | Bragg (Pan Am) | ¡Fuera! ¡Fuera! ¡Fuera! | Get off! Get off! Get off! |
| 17:06:43 | Lectura de las cajas negras                                                                                                 | ((El avión de KLM levanta la nariz)) | ((Plane nose pointing up)) |
| 17:06:44 | NN (Pan Am) | ((Exclamaciones)) | ((Exclamations)) |
| 17:06:46 | Lectura de las cajas negras                                                                                                 | ((El avión de KLM intenta girar a la derecha, 0.46 segundos más tarde a la izquierda y 1.54 segundos antes del impacto a la derecha)) | ((Increased direction toward the right is observed)) ((0.46 seconds later, a curving of the plane to the left is seen)) ((1.54 seconds before impact, a roll to the right is observed))                                                        |
| 17:06:47 | Grubbs (Pan Am) | ((Exclamación)) | ((Exclamation)) |
| 17:06:49 | Lectura de las cajas negras                                                                                                 | ((Impacto)) | ((Impact)) |
| Final de la grabación. | | | |

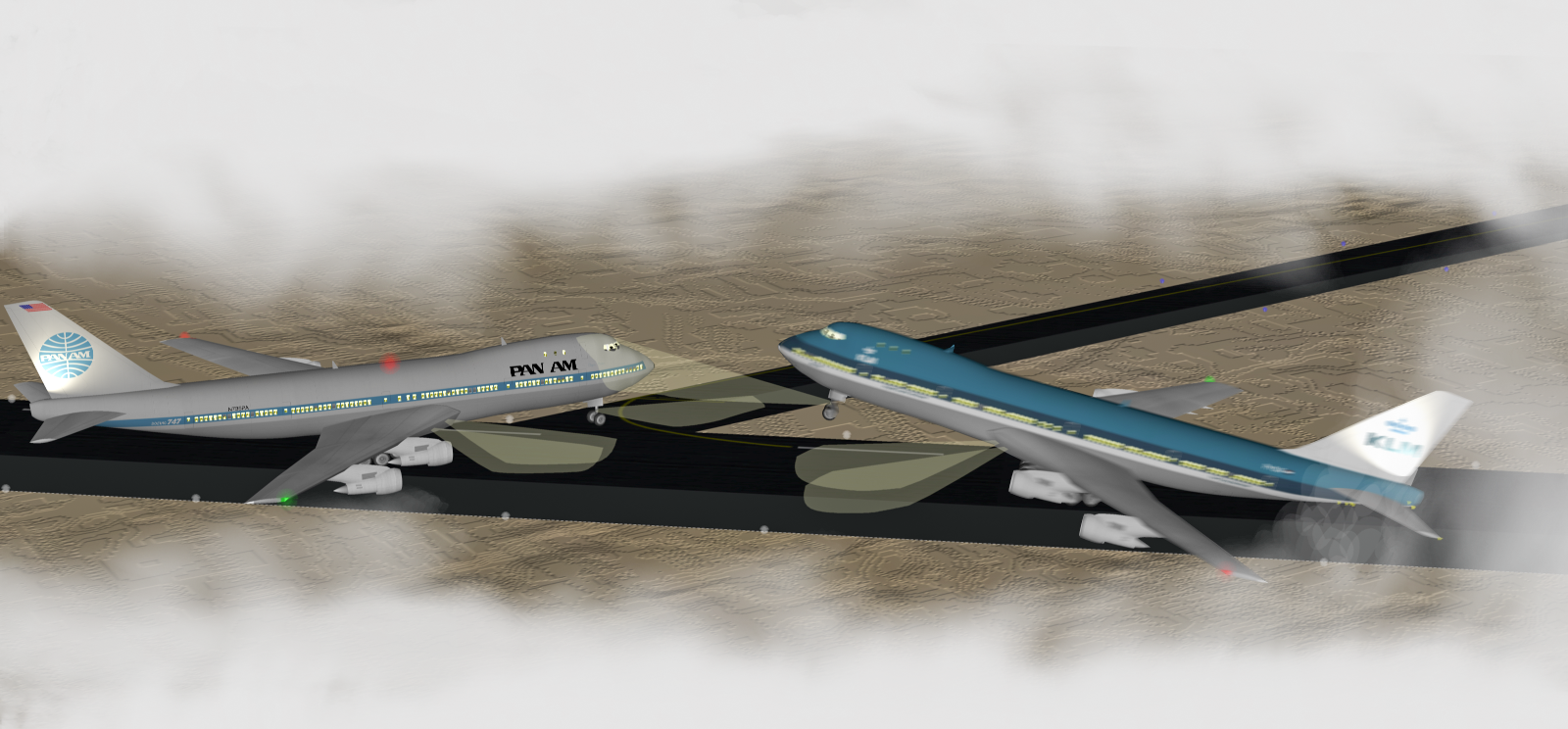
Representación del momento en el que el avión de KLM intenta elevarse para evitar chocar contra el avión de Pan Am.

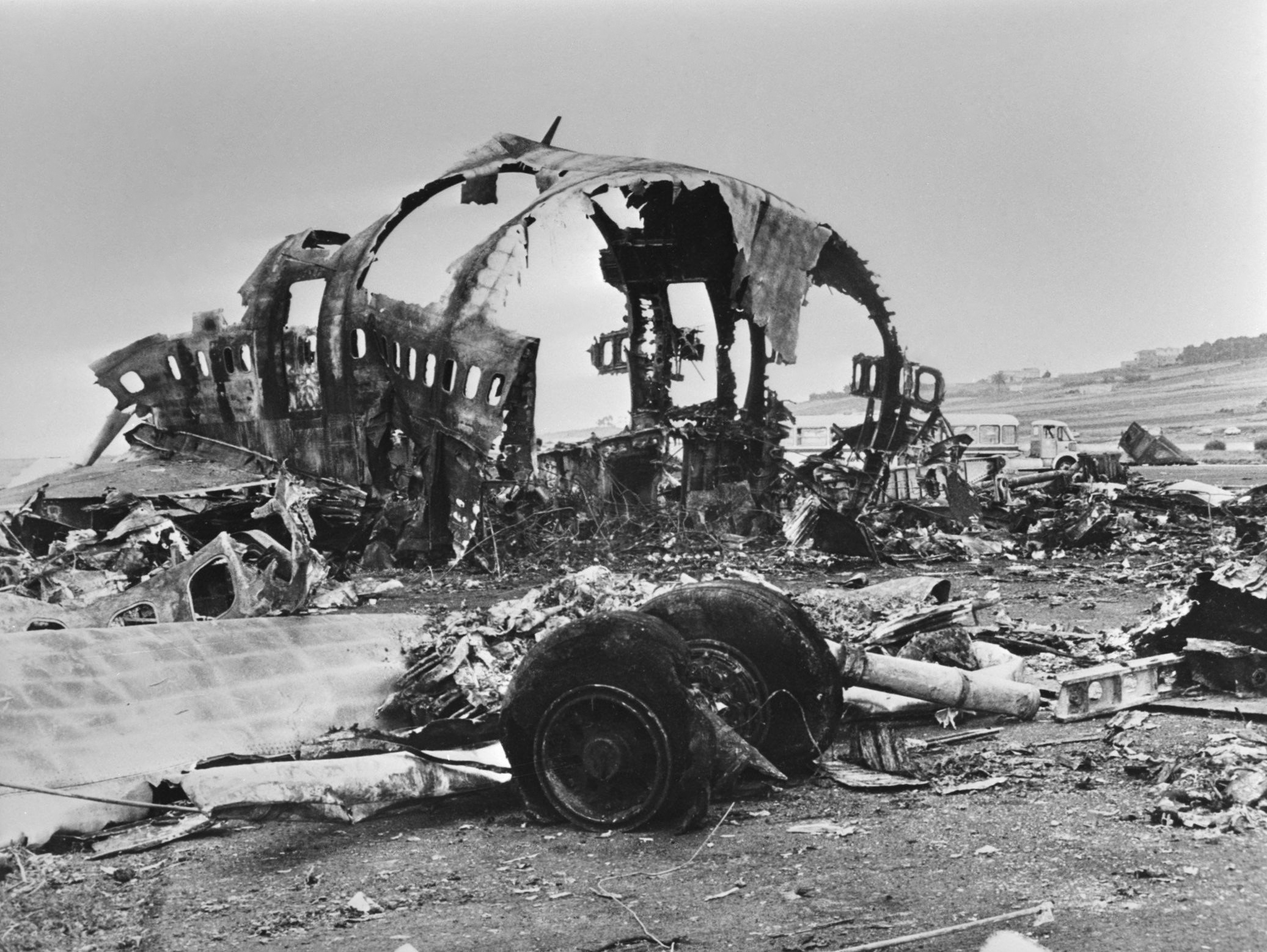
Restos del avión de KLM en la pista tras el accidente.

Momentos después de la colisión, un avión situado en la plataforma de estacionamiento avisó a la torre de control de que había visto fuego. La torre hizo sonar la alarma de incendios inmediatamente y, aún sin saber la situación del fuego informaron a los bomberos. Estos se dirigieron a la zona a la mayor velocidad posible, lo que debido a la intensa niebla seguía siendo demasiado lenta, aún sin poder ver el fuego, hasta que pudieron ver la luz de las llamas y sentir la fuerte radiación de calor. Al despejarse un poco la niebla, pudieron ver por primera vez que había un avión completamente envuelto en llamas. Tras comenzar a extinguir el fuego, la niebla siguió despejándose y pudieron ver otra luz, que pensaron sería parte del mismo avión en llamas que se había desprendido. Dividieron los camiones y al acercarse a lo que pensaban era un segundo foco del mismo fuego, descubrieron un segundo avión en llamas. Inmediatamente concentraron sus esfuerzos en este segundo avión, ya que en el primero era completamente imposible hacer algo.
Como resultado, y a pesar del gran alcance de las llamas en el segundo avión, pudieron salvar la parte izquierda, de donde más tarde se extrajeron entre quince y veinte mil kilos de combustible. Mientras tanto, la torre de control, aún cubierta por una densa niebla, seguía sin poder averiguar la situación exacta del fuego y si se trataba de uno o dos aviones los implicados en el accidente.
Según los supervivientes del vuelo de Pan Am, entre ellos su capitán Victor Grubbs, el impacto no fue terriblemente violento, lo que hizo creer a algunos pasajeros que se había tratado de una explosión. Unos pocos situados en la parte frontal saltaron a la pista por aberturas en el costado izquierdo mientras se producían diversas explosiones. La evacuación, sin embargo, se produjo con rapidez y los heridos fueron trasladados. Muchos tuvieron que saltar directamente a ciegas y gran parte de los supervivientes tuvieron fracturas y torceduras por la altura del Jumbo.
Se tuvo que hacer uso de camiones de bomberos de las ciudades vecinas de La Laguna y Santa Cruz y el fuego no fue completamente extinguido hasta las 03:30 del 28 de marzo. En el accidente, murieron el exadministrador de la ciudad californiana de San José, A. P. Hamann, junto a su esposa Frances Hamann y la exesposa de Russ Meyer, la modelo pin up Eve Meyer.
Cuenta Robert Bragg, copiloto del Pan Am 1736, que «taxis y vehículos particulares evacuaron a la mayoría de los lesionados por quemaduras, trasladándolos a centros hospitalarios cercanos». También emisoras de radio y televisión, así como estaciones de radioaficionados alertaron al personal sanitario para que acudiese a prestar ayuda al lugar del accidente. El Cabildo de Tenerife y el Ayuntamiento de La Laguna facilitaron en aquellos tristes momentos todos los medios disponibles para afrontar las situaciones personales de los familiares de los fallecidos, así como la atención a los supervivientes. Estas dos corporaciones han colaborado estrechamente treinta años después con la Fundación Holandesa de Familiares de las Víctimas para materializar un proyecto de escultura en memoria de quienes aquel fatídico día perdieron la vida.

## Tripulación de los 2 aviones

### Vuelo 4805 de KLM
| Nombre                              | Edad    | Nacionalidad |
| ----------------------------------- | ------- | ------------ |
| Capitán Jacob Veldhuyzen van Zanten | 50 años | Neerlandesa  |
| Primer Oficial Klaas Meurs          | 42 años | Neerlandesa  |
| Ingeniero de vuelo Willem Schreuder | 49 años | Neerlandesa  |
| C. W. Sonneveld                     |         | Neerlandesa  |
| A. Th. A. van Straaten              |         | Neerlandesa  |
| Helena Wilhelmina Toby-Fleur        |         | Neerlandesa  |
| B. M. Wildshut-Joosse               |         | Neerlandesa  |
| W. M. Keulen                        |         | Neerlandesa  |
| M. May-Lefeber                      |         | Neerlandesa  |
| J. H. M. Schuuemans-Timmermans      |         | Neerlandesa  |
| J. M. L. van Staveren               |         | Neerlandesa  |
| M. M. Tom-Karseboom                 |         | Neerlandesa  |
| M. E. Viergever-Drent               |         | Neerlandesa  |

### Vuelo 1736 de Pan Am

#### Sobrevivientes
- Capitán Victor Franklin Grubbs (1920-1995) (57 años entonces, estadounidense)
- Primer Oficial Robert L. Bragg (1937-2017) (40 años entonces, estadounidense)
- Ingeniero de vuelo George W. Warns (1930-1991) (47 años entonces, estadounidense)
- Joan Jackson (estadounidense)
- Suzanne Donovan (estadounidense)
- Dorothy Kelly (estadounidense)
- Carla Johnson (estadounidense)

#### Fallecidos
- Marilyn Luker (estadounidense)
- Carol Eileen Thomas (estadounidense)
- Luisa Elena Garcia-Flood (estadounidense)
- Mari X. Asai (japonesa)
- Sachiko Hirano (japonesa)
- Miguel Pere Ángel 'Perez' Torrech (puertorriqueño)
- Françoise Colbert de Beaulieu-Greenbaum (francesa)
- Aysel Nafia Sarp-Buck (turca)
- Christine Birgitta Ekelund (sueca)

## Nacionalidades

### Vuelo 4805 de KLM
Las nacionalidades de los 234 pasajeros y 14 miembros de la tripulación incluyeron 4 países diferentes:
| Nacionalidad   | Pasajeros | Tripulación | Total |
| -------------- | --------- | ----------- | ----- |
| Países Bajos   | 220       | 14          | 234   |
| Alemania       | 5         | 0           | 5     |
| Estados Unidos | 5         | 0           | 5     |
| Austria        | 4         | 0           | 4     |
| Total          | 234       | 14          | 248   |

### Vuelo 1736 de Pan Am
Las nacionalidades de los 380 pasajeros y 16 miembros de la tripulación incluyeron 8 países diferentes:
| Nacionalidad   | Pasajeros | Pasajeros  | Pasajeros      | Tripulación | Tripulación | Tripulación    | Total | Total      | Total          |
| Nacionalidad   | Total     | Fallecidos | Supervivientes | Total       | Fallecidos  | Supervivientes | Total | Fallecidos | Supervivientes |
| -------------- | --------- | ---------- | -------------- | ----------- | ----------- | -------------- | ----- | ---------- | -------------- |
| Canadá         | 372       | 320        | 52             | 0           | 0           | 0              | 372   | 320        | 52             |
| Estados Unidos | 5         | 4          | 1              | 10          | 3           | 7              | 15    | 7          | 8              |
| Japón          | 0         | 0          | 0              | 2           | 2           | 0              | 2     | 2          | 0              |
| Cabo Verde     | 1         | 0          | 1              | 0           | 0           | 0              | 1     | 0          | 1              |
| Francia        | 0         | 0          | 0              | 1           | 1           | 0              | 1     | 1          | 0              |
| Haití          | 1         | 1          | 0              | 0           | 0           | 0              | 1     | 1          | 0              |
| Panamá         | 1         | 1          | 0              | 0           | 0           | 0              | 1     | 1          | 0              |
| Puerto Rico    | 0         | 0          | 0              | 1           | 1           | 0              | 1     | 1          | 0              |
| Suecia         | 0         | 0          | 0              | 1           | 1           | 0              | 1     | 1          | 0              |
| Turquía        | 0         | 0          | 0              | 1           | 1           | 0              | 1     | 1          | 0              |
| Total          | 380       | 326        | 54             | 16          | 9           | 7              | 396   | 335        | 61             |

## Explicaciones
Una serie de factores contribuyeron al accidente. El principal fue la amenaza de bomba que provocó la sobrecarga del aeropuerto. El cansancio tras largas horas de espera y la tensión creciente de la situación agregaron factores de riesgo - el capitán del KLM, debido a la rigidez de las reglas neerlandesas sobre las limitaciones de tiempo de servicio, solo disponía de tres horas para despegar desde el aeropuerto de Gran Canaria de vuelta al aeropuerto de Ámsterdam o tendría que suspender el vuelo, con la consecuente cadena de retrasos que eso conllevaría. Además, las condiciones atmosféricas del aeropuerto estaban empeorando rápidamente, lo que podría provocar que el vuelo fuese retrasado aún más. El llamado «síndrome de la prisa» pudo afectar al piloto neerlandés, que inició su recorrido por la pista sin tener autorización para el despegue: tan solo tenía confirmación de la ruta a seguir una vez que despegara. Esta es la causa directa del accidente y, a pesar de las reticencias neerlandesas, es la versión aceptada y corroborada por las cajas negras de ambos aparatos.
Otro factor contribuyente fueron las transmisiones de la torre indicando al KLM que aguardase y la del Pan Am informando que aún se encontraba rodando por la pista de despegue, que no fueron recibidas en la cabina del KLM con claridad; ambas comunicaciones se realizaron a la vez, por azar, por lo que se produjo una interferencia. El lenguaje técnico empleado en la comunicación entre las tres partes tampoco fue adecuado. Por ejemplo, el copiloto neerlandés no utilizó el lenguaje adecuado para indicar que se disponían a despegar y el controlador aéreo añadió un OK justo antes de pedir al vuelo de KLM que aguardase la autorización para el despegue.

El Pan Am tampoco abandonó la pista en la tercera intersección, como se le había indicado. De hecho, viendo como era la entrada a la tercera intersección era fácil abandonar la pista para un Fokker F-27, con los que operaban habitualmente Iberia y Aviaco el tráfico interinsular en aquel entonces, pero no para un Jumbo. Los pilotos de Pan Am pensaron que las grandes dimensiones hacían imposible la maniobra de entrada a la tercera intersección. El avión habría debido, de hecho, consultar con la torre, pero esto no pudo haber sido una causa directa del accidente, ya que nunca notificó que la pista estuviese despejada e informó dos veces que se encontraba rodando por ella. La excesiva congestión del tráfico aéreo también influyó, obligando a la torre a tomar medidas que, aunque reglamentarias, en otras ocasiones pueden ser consideradas como potencialmente peligrosas, tal como tener aviones rodando por la pista de despegue uno detrás de otro sin suficiente distancia de seguridad. 

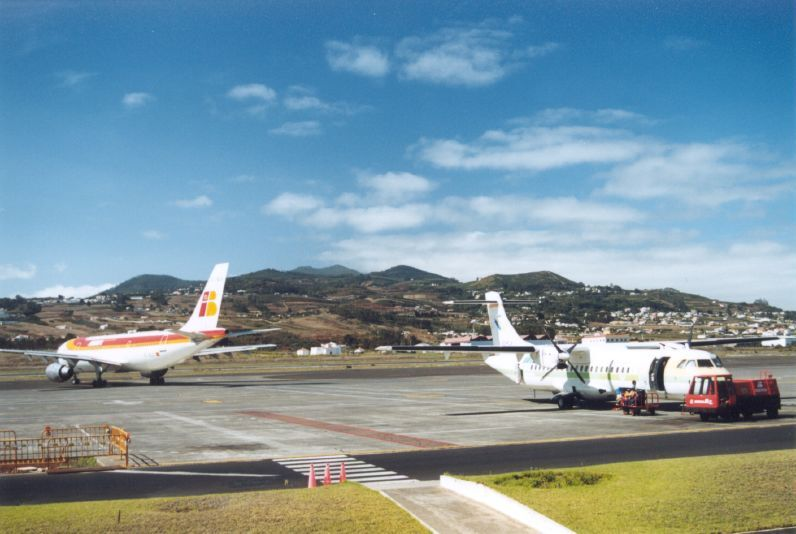
Pista del aeropuerto en 2005.

También hay que tener en cuenta que el vuelo de Tenerife a Gran Canaria es solamente de 25 minutos de duración, por lo que el repostar 55 500 litros de combustible hizo que el fuego producido más tarde fuese aún mayor, y hace suponer que el capitán del vuelo KLM 4805 se proponía ahorrarse más demoras en Gran Canaria por los problemas de tráfico aéreo. Al ser un vuelo chárter debería despegar desde el aeropuerto de Gran Canaria con destino a Ámsterdam y con esta cantidad de combustible tendría suficiente. El avión de KLM estuvo repostando aproximadamente 35 minutos, tiempo durante el cual el vuelo de la Pan Am podría haber dado la vuelta y despegar, pero el avión neerlandés le bloqueaba el acceso a la pista. Si el avión de KLM hubiera cargado solo el combustible necesario para ir a Las Palmas (no en exceso), en el momento en que tenía que levantar vuelo para esquivar al avión de Pan Am, quizá, habría logrado evitar el siniestro al tener menor peso en despegue. El avión de Pan Am, gracias a que el copiloto vio que el KLM se dirigía directo a ellos, colaboró intentando sacar el avión de la pista segundos antes del choque, aunque debido a la espesa niebla, el copiloto de Pan Am advirtió la situación aproximadamente entre 8 y 9 segundos antes del impacto, justo el momento en que también el KLM avista al avión de Pan Am. El capitán del KLM también hizo lo que había que hacer: motores a plena potencia con el fin de conseguir un despegue rápido, hasta el punto en que la cola del avión llega a raspar sobre la pista. El esfuerzo por despegar fue en vano. Los motores del KLM impactaron en el techo del Pan Am, causando la caída del mismo a varios metros de distancia.
En la investigación llevada a cabo por inspectores de los tres países principalmente implicados (España, Países Bajos y Estados Unidos) hubo unanimidad en las siguientes conclusiones principales:
- El capitán de KLM despegó sin tener la imprescindible autorización desde la torre de control.
- El capitán de KLM no interrumpió la maniobra de despegue, aunque desde el avión de Pan Am se informó que seguían en la pista.
- El capitán de KLM contestó con un rotundo «sí» a su ingeniero cuando este le preguntaba (casi afirmando) si el avión de Pan Am había dejado ya la pista.
- El capitán de KLM parecía no tener clara la situación. Una vez terminada la maniobra de backtracking (giro de 180°) para situarse en posición de despegue, metió gases sin tener la autorización de ATC. El copiloto le dijo: «Espera, aún no tenemos la autorización ATC». Seguidamente, el comandante paró el avión y le dijo: «Sí, ya lo sé; pídela».
- El avión de Pan Am siguió rodando hasta la salida C4 en lugar de tomar la C3, como se le había indicado desde la torre de control.

## Consecuencias
Debido al accidente, y tras la apertura del aeropuerto de Tenerife Sur el 23 de octubre de 1978 (que ya se encontraba en construcción en ese momento), se prohibió inmediatamente a todos los vuelos internacionales desde o hacia la isla de Tenerife seguir operando en Los Rodeos y progresivamente para los vuelos domésticos interregionales. Así, a partir del 7 de noviembre de 1980, solo se permitieron en Los Rodeos vuelos con origen y destino dentro del territorio autónomico de Canarias. El número de pasajeros en Tenerife Norte decayó claramente en los años siguientes hasta la entrada en servicio de Binter Canarias y otras compañías regionales (Islas Airways) que la siguieron. 
Décadas más tarde, tras numerosas y costosas ampliaciones y mejoras, el aeropuerto fue reabierto para vuelos domésticos interregionales y para vuelos internacionales el 14 de febrero de 2003. Sin embargo, Los Rodeos nunca recuperará el número de vuelos y pasajeros anterior a 1978 por motivos de seguridad aérea, y ha quedado relegado como segundo aeropuerto de la isla, ya que actualmente la inmensa mayoría de conexiones aéreas con la isla se realiza a través de Tenerife Sur. 
Como consecuencia del accidente, se produjo una serie de cambios en cuanto a las regulaciones internacionales. Desde entonces, todas las torres de control y pilotos deben usar frases comunes en inglés y se comenzaron a instalar en los aviones sistemas de navegación automáticos para niebla. También se cambiaron los procedimientos de cabina, haciendo hincapié en la toma de decisiones conjuntas entre los miembros de la tripulación. En concreto, está terminantemente prohibido decir «despegue» («take-off») en frases que no sean precisamente las del despegue. En su lugar se deberá hablar de «salida» («departure»).
Los radares de tierra, inexistentes en pistas que no fueran de grandes ciudades como Londres, Nueva York o París, también empezaron a ser incluidos en la mayoría de aeropuertos, aunque hasta la primera mitad de la década de los 80 no serían mayoritarios; su ausencia algunos años después en otros aeródromos sería factor contribuyente en otros desastres aéreos.
Fueron creadas varias organizaciones, tales como la Stichting Nabestaanden Slachtoffers Tenerife (Fundación de familiares de las víctimas del accidente de Tenerife), que fue creada a principios de 2002. Esta organización sin ánimo de lucro se dedica plenamente a su objetivo central: contribuir de forma substancial al recuerdo y superación del accidente aéreo del 27 de marzo de 1977 en Tenerife; expresamente, no se ocupa de las cuestiones de culpabilidad fácticas y jurídicas, por lo que no concentra su atención en la imputabilidad y la responsabilidad.

## Filmografía
Se han hecho programas especiales sobre el accidente:
- La edición del programa de televisión español Informe Semanal de La 1 de TVE cuando se cumplieron 20 años del accidente.
- Se le dedicó el episodio 12 de la primera temporada en la serie estadounidense-británica Segundos catastróficos de National Geographic Channel, titulado "Collision on the Runway" (en español "Colisión en la pista" o "Tragedia en el aeropuerto de Tenerife").[14]
- El episodio 3 de la temporada 16 de la serie canadiense Mayday: catástrofes aéreas de National Geographic Channel, titulado "Desastre en Tenerife" (Hispanoamérica) o "Accidente en Los Rodeos" (España)  retrata el accidente y todo el proceso de investigación.
  - Este accidente también se representa en un especial de 90 minutos que no se considera como parte de la serie, titulado "Crash of the Century", estrenado en 2005. Escenas del especial se usaron en algunos episodios posteriores cada vez que se menciona el accidente. Cabe mencionar que no está disponible en países hispanohablantes.
- Breve mención del accidente en el capítulo 1 de la tercera temporada de la serie estadounidense Breaking Bad.
- Breve mención del accidente en el episodio 6 de la primera temporada de la serie estadounidense Justified.
- Breve mención del accidente en el episodio 2269 (Temporada 10) de la serie española Amar es para siempre en Antena 3 TV.

## Literatura
Existen diversos libros que mencionan o se centran en este accidente aéreo:
- Los Rodeos 1977, de Rolan Galeas;
- Catástrofe 77, tragedia en Los Rodeos, de Juanca Romero Hasmen;
- GCXO. 27 de marzo de 1977. Los hechos, de Moisés Sánchez Arrocha;
- Terror At Tenerife (Terror en Tenerife), publicado por Omega Publications en 1977 y escrito por dos supervivientes, Norman Williams y George Otis;
- Tragedia en Tenerife, de Ene Reijnoudt y Niek Fuerte;
- Algo espantoso está a punto de ocurrir, de Pedro Carvalho;
- Aviation English, a lingua franca for pilots and air traffic controllers, de Dominique Estival, Candace Farris y Brett Molesworth.

## Monumentos conmemorativos

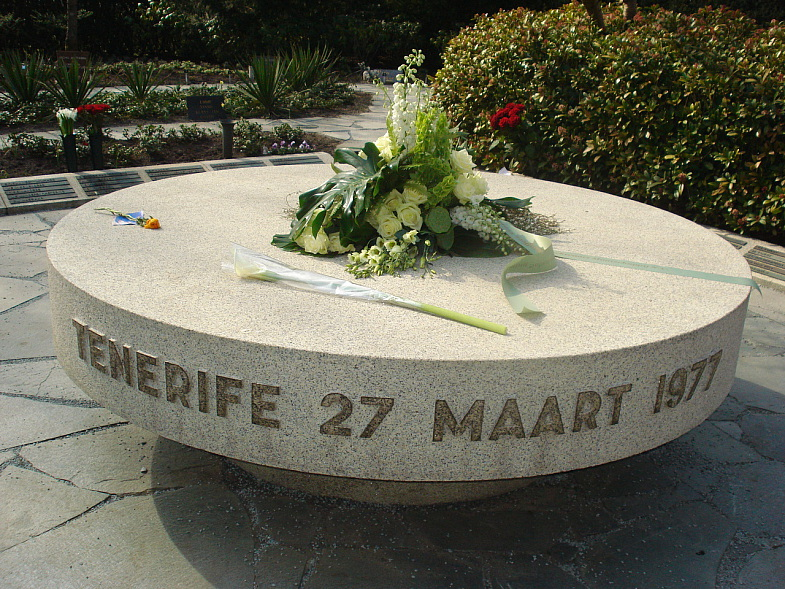
Memorial por las víctimas en el cementerio de Westgaarde (Ámsterdam).

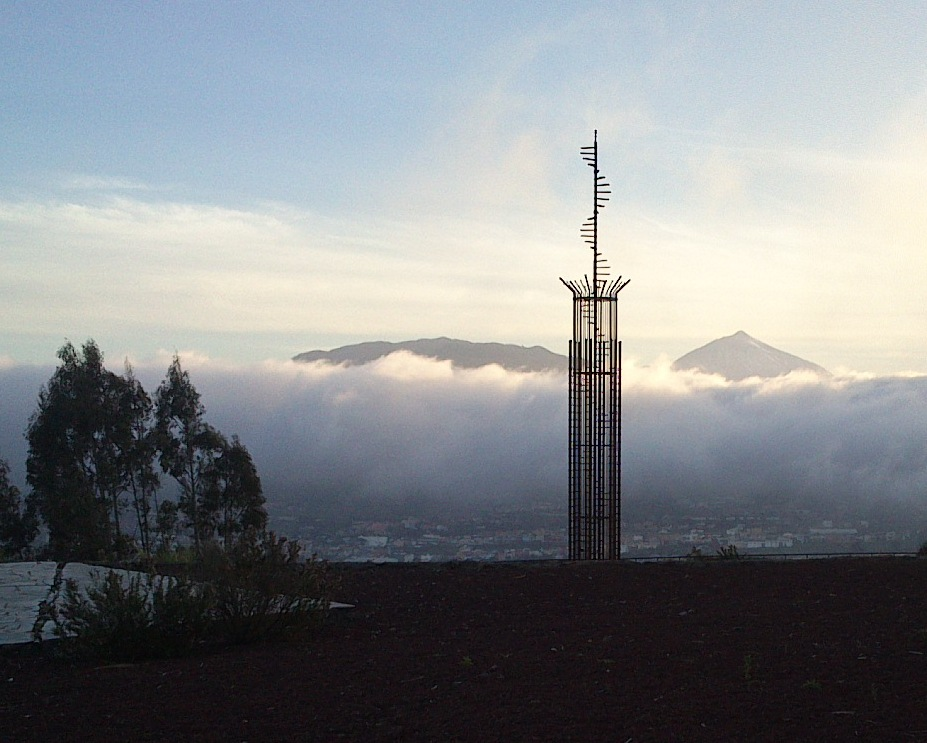
Monumento Conmemorativo Internacional 27 de marzo de 1977 en Tenerife.

Tras la catástrofe se erigieron diferentes monumentos conmemorativos en memoria de las víctimas.
En 2002 se creó la Fundación de Parientes de las Víctimas del Accidente Aéreo de Los Rodeos. El 27 de marzo de 2007, treinta años después del accidente, se organizó por iniciativa de la fundación un acto de conmemoración en el Auditorio de Tenerife de Santa Cruz de Tenerife. El mismo día se inauguró en la Mesa Mota el Monumento Conmemorativo Internacional 27 de marzo de 1977. Se trata de una estructura de 18 metros de altura que tiene forma de una escalera caracol que asciende hacia el cielo. Fue diseñado por el artista holandés Rudi van de Wint.

## Otros accidentes en Los Rodeos
A pesar de que el accidente del 27 de marzo de 1977 es el más conocido, en el aeropuerto de Los Rodeos se han registrado otros dos accidentes aéreos en los que perdieron la vida un considerable número de personas:
- Accidente de Los Rodeos de 1972: 155 fallecidos.
- Accidente de Los Rodeos de 1980: 146 fallecidos.